# Área metropolitana de Huelva
El Área metropolitana de Huelva es una de las 9 áreas metropolitanas identificadas en el Plan de Ordenación del Territorio de Andalucía de la administración pública andaluza. Está compuesta por los municipios de Huelva, Punta Umbría, Aljaraque, Gibraleón, Trigueros, San Juan del Puerto, Moguer y Palos de la Frontera, que acogen a una población de alrededor de 250.000 habitantes, a principios de 2010.
| Municipio            | Población |
| -------------------- | --------- |
| Huelva               | 141.854   |
| Moguer               | 22.643    |
| Aljaraque            | 22.078    |
| Punta Umbría         | 16.167    |
| Gibraleón            | 12.930    |
| Palos de la Frontera | 12.483    |
| San Juan del Puerto  | 9.532     |
| Trigueros            | 17.926    |
| TOTAL                | 245.613   |